# Pasjonał
Pasjonał (łac.) Passionales – w hagiografii zbiór (również nieuporządkowany) tekstów hagiograficznych (pasji, żywotów i innych); księga liturgiczna, zawierająca teksty ewangelicznych opisów Męki Pańskiej, które odczytuje się w miejsce ewangelii w Niedzielę Palmową Męki Pańskiej oraz w liturgii Wielkiego Piątku. Teksty te zawarte są także w lekcjonarzu i ewangeliarzu.
W Niedzielę Palmową Męki Pańskiej odczytuje się jedną z trzech Ewangelii synoptycznych (św. Mateusza, św. Marka, św. Łukasza), w zależności od danego roku (cykl jest trzyletni, liczony od roku narodzenia Chrystusa). W Wielki Piątek odczytuje się Ewangelię Jana. W tekście zaznaczony jest podział na role poszczególnych osób: + – słowa Chrystusa, E – słowa Ewangelisty, I – słowa innych osób pojedynczych, T – słowa tłumu. Słowa Chrystusa Pana zasadniczo odczytuje kapłan, zaś pozostałe role można powierzyć świeckim (lektorom, ministrantom Słowa Bożego, chórzystom).
Określenie „Pasjonał” używane jest jako tytuł zbiorów np. Złota legenda, a na skutek ewolucji gatunku jest współcześnie synonimem legendarza.